# Odznaka za Czas Pobytu na Froncie

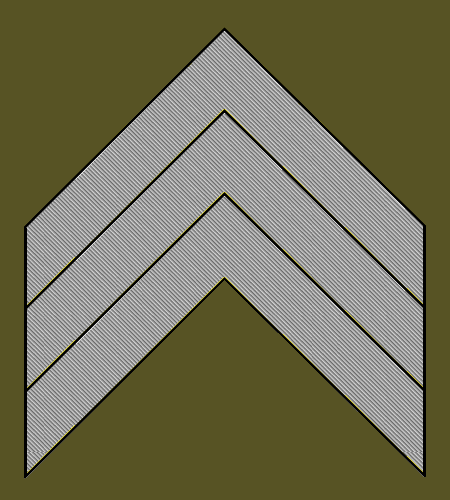
Odznaka za Czas Pobytu na Froncie
(nadanie trzykrotne za 18 miesięcy służby frontowej)

Odznaka honorowa dla Oficerów (Równorzędnych) i Szeregowych za Czas Pobytu na Froncie – polskie odznaczenie wojskowe, ustanowione rozporządzeniem Rady Obrony Państwa z 14 lipca 1920 roku. Nadawana żołnierzom Wojska Polskiego, bez względu na stopień i rodzaj broni, za czas pobytu na froncie po dniu 1 listopada 1918 roku, w bezpośredniej styczności bojowej z nieprzyjacielem. Za każde 6 miesięcy służby frontowej przysługiwało prawo do jednej odznaki.
Prawo do odznaki posiadali także żołnierze służący podczas wojny światowej przed dniem 1 listopada 1918 w następujących formacjach:
- w Legionach Polskich,
- w I, II i III Korpusie Polskim w Rosji,
- w Armii Polskiej we Francji,
- w innych polskich formacjach wojskowych uznanych przez Rzeczpospolitą Polską.

Odznaka (obok ustanowionej równocześnie Odznaki honorowej dla Oficerów (Równorzędnych) i Szeregowych za Rany i Kontuzje) była chronologiczne drugim odznaczeniem (po Orderze Virtuti Militari) ustanowionym w odrodzonej Polsce, a pierwszym bez wcześniejszej tradycji.
Odznaka miała kształt skierowanego ku górze kąta (szewronu) o ramionach długości 3 cm każde, wykonanego ze srebrnego galonu lub haftowanego srebrnym bajorkiem. Odznakę noszono na prawym rękawie kurtki mundurowej, 15 cm poniżej ramienia. Za kolejne 6 miesięcy służby frontowej przysługiwały następne odznaki, naszywane bezpośrednio pod pierwszą.
Za służbę frontową podczas II wojny światowej odznaki nie nadawano. Zrezygnowano także z noszenia odznak za wcześniejszą służbę.